# Sheila Cavanagh
Sheila L. Cavanagh es una académica, dramaturga y psicoterapeuta canadiense. Es profesora de sociología y expresidenta del Programa de Estudios sobre Sexualidad de la Universidad York. Imparte cursos de estudios de género, estudios de sexualidad, teoría feminista, psicoanálisis y teoría queer. Es conocida por su libro Queering Bathrooms: Gender, Sexuality, and the Hygienic Imagination (2010) y por un número doble especial que editó sobre Trans-Psychoanalysis en TSQ: Transgender Studies Quarterly.

## Biografía
Recibió una licenciatura en la Facultad de Educación y Sociología de la Universidad York. Obtuvo una maestría en el Instituto de Estudios en Educación de Ontario (OISE) de la Universidad de Toronto y un doctorado. en sociología en la Universidad York en 1999. Después de graduarse, fue contratada como profesora asistente en el Departamento de Estudios de la Mujer de la Universidad de Ontario Occidental.
Actualmente es profesora asociada de sociología y anteriormente fue presidenta del Programa de Estudios de Sexualidad de la Universidad York. Es expresidenta de la Asociación Canadiense de Estudios de Sexualidad.

## Publicaciones

### Libros
Cavanagh ha escrito varios libros y artículos en el área de género y sexualidad con énfasis en la teoría queer y, más recientemente, el psicoanálisis. Su primer libro se tituló Sexing the Teacher: School Sex Scandals and Queer Pedagogies ( 2007). Su segundo libro titulado Queering Bathrooms: Gender, Sexuality, and the Hygienic Imagination (2010)  fue finalista del premio GLBT Indie Book Award y recibió la mención de honor del premio CWSA/ACEF Outstanding Scholarship Prize (2012).
Cavanagh también es coeditora de una colección con Angela Failler y Rachel A. J. Hurst titulada Piel, cultura y psicoanálisis (2013).

### Artículos
Cavanagh, Holly Randell-Moon e Iris van der Tuin coeditan Somatechnics, una revista académica multidisciplinaria centrada en la ética, la tecnología y el cuerpo. Recientemente fue editora invitada de una edición especial de TSQ: Transgender Studies Quarterly, sobre el tema de las personas transgénero y el psicoanálisis.